# Agriotes oblongicollis
Agriotes oblongicollis es una especie de escarabajo del género Agriotes, tribu Pomachiliini, familia Elateridae. Fue descrita científicamente por Melsheimer en 1845.
Se distribuye por Canadá y los Estados Unidos. La especie se mantiene activa durante los meses de enero, abril, mayo, junio, julio y agosto.